# Gyötrelem
Gyötrelem ist ein ungarisches Black-Metal-Einmannprojekt.

## Geschichte
Gegründet wurde die Band von dem Multiinstrumentalisten Gloam im Jahr 2008, in dem sie auch gleich zwei Demos veröffentlichte. Es folgten bis 2011 zwei weitere Demos, dann gab es das erste offizielle Album – Dimenziók pusztulása (u. a. Werewolf Promotion, Polen, und Self Mutilation Services aus Mexiko). Später folgten auch Releases bei anderen Labels, etwa Üresség bei Putrid Cult (Polen) oder A Halál Időtlen Óceánja bei Wolfmond Production (Sachsen).

## Stil
Occultblackmetalzine schrieb, dass Gyötrelem einen Black-Metal-Stil spielt, „der meist im Mid-Tempo angesiedelt ist und stark in den 90er Jahren verwurzelt ist, sowie die Keyboard-Atmosphäre dieser Ära in einigen Stücken einfängt“ (Gyötrelem plays a style of black metal that is mostly mid tempo and heavily rooted in the 90's era as well as capturing the keyboard atmosphere of that era on some of the tracks).

## Diskografie

### Demos
- 2008: Vérbosszú
- 2008: Halálvágy
- 2010: Gyötrelem
- 2011: Teljes beteljesülés: Halál

### Alben
- 2011: Dimenziók pusztulása
- 2013: Mikor a csillagok végleg kihűlnek…
- 2015: Hopelessness
- 2016: Kárhozat
- 2019: Üresség
- 2021: A Halál Időtlen Óceánja